# Les Epesses

Les Épesses este o comună în departamentul Vendée, Franța. În 2009 avea o populație de 2,575 de locuitori.